# Sábado noche
Sábado noche fue un programa musical de televisión, realizado y dirigido por Matilde Fernández Jarrín y emitido por TVE entre 1987 y 1989.

## Formato
Programa que responde a los cánones tradicionales de los programas musicales y de variedades, incluyendo actuaciones musicales, humor, danza y cualquier otra manifestación artística dirigida fundamentalmente a un público mayor de 30 años.
En su último año de emisión adoptó la costumbre de que un artista o grupo, siempre de la canción, tuviese para el solo los últimos 20 o 25 minutos de programa tras la publicidad para interpretar cuatro o cinco canciones seguidas. Nunca se anunció de manera formal este cambio ni se le presentó expresamente como 'estrella principal' ni nada similar para no marcar diferencias entre invitados, simplemente el último bloque del programa era para el invitado en cuestión, en una decisión que fue un tanto criticada por columnas de revistas dedicadas a la televisión, pues monografiar la última media de programa podía provocar que los espectadores a quienes no les gustara el artista se pasasen a la Segunda Cadena o a las regionales.

## Presentadores
La pareja inicial de presentadores estuvo integrada por el actor Toni Cantó y la modelo Paola Dominguín (hermana del cantante Miguel Bosé), que nunca antes había desempeñado tal labor en televisión. No obstante, Dominguín se mantuvo tan sólo 14 semanas en el programa, siendo sustituida, desde el 25 de julio de 1987 por Lydia Bosch.
El último relevo en la presentación se produjo el 2 de abril de 1988, cuando la conducción del programa pasó a manos del periodista Carlos Herrera y la showoman Bibi Andersen, que se mantuvieron hasta su cancelación definitiva, un año más tarde.

## Artistas invitados
Entre otros:
| - Solistas españoles: - Amancio Prada - Amaya Uranga - Ana Belén - Ángela Carrasco - Antonio Flores - Bertín Osborne - Camarón de la Isla - Carlos Cano - Dyango - Emilio José - Isabel Pantoja - Joan Manuel Serrat - José Luis Perales - Josep Carreras - Juan Pardo - Julio Iglesias - Luis Eduardo Aute - Luz Casal - Manolo Escobar - Mari Trini - María del Mar Bonet - Marina Rossell - María Dolores Pradera - María Jiménez - Miguel Bosé - Montserrat Caballé - Nina - Paloma San Basilio - Ramoncín - Raphael - Rocío Jurado - Paquita Rico - Sara Montiel - Tino Casal - Vicky Larraz - Víctor Manuel | - Solistas extranjeros: - Alberto Cortez - Art Garfunkel - Barry White - Bonnie Tyler - Boy George - Bryan Adams - Bryan Ferry - Charles Aznavour - Chick Corea - Chris Rea - Cliff Richard - Daniela Romo - David Hasselhoff - David Soul - Donna Summer - Eddy Grant - Franco Battiato - Frankie Avalon - Georges Moustaki - Gilbert Bécaud - Glenn Medeiros - Gloria Estefan - Harry Belafonte - Irene Cara - Jennifer Rush - Jerry Lee Lewis - Joe Cocker - John Denver - Leonard Cohen - Martika - Matt Bianco - Mike Oldfield - Mikis Theodorakis - Nacha Guevara - Nicola Di Bari - Nina Simone - Paul Anka - Raffaella Carra - Richard Clayderman - Rick Astley - Rita Moreno - Rita Pavone - Roberto Carlos - Rod Stewart - Sabrina - Shirley Bassey - Suzanne Somers - Toquinho - Umberto Tozzi - Willie Nelson - Ziggy Marley - Zucchero | - Grupos españoles: - Alaska y Dinarama - Burning - Duncan Dhu - El Dúo Dinámico - Hombres G - La Orquesta Mondragón - Loquillo y los Trogloditas - Mecano - Nacha Pop - Olé Olé - Radio Futura - Sergio y Estíbaliz - Grupos extranjeros: - A-ha - Albano y Romina Power - Bananarama - Bangles - Boney M - Depeche Mode - Eighth Wonder - Immaculate Fools - Johnny Hates Jazz - Level 42 - Madness - Manhattan Transfer - Modern Talking - Pet Shop Boys - Spandau Ballet - The Pretenders - Wendy and Lisa - Wilson Pickett - Humoristas: - Eugenio - Juan Tamariz - Los Morancos - Martes y Trece - Mary Carmen y sus Muñecos - Miguel Gila - Tip y Coll |